# Luis Falcini
Luis Falcini (Buenos Aires, Argentina, 27 de noviembre de 1889 - ibídem, 4 de julio de 1973) fue un escultor argentino que creció en el seno de una familia de obreros. 
Se inició en la educación artística, en la Academia de Bellas Artes del artesano Benjamín Asnaghi; fue influienciado por la lectura de escritores como León Tolstói, Máximo Gorki, Emilio Zola, Honoré de Balzac.

## Biografía
En 1911, viajó a Londres junto con el pintor Ramón Silva y de allí se traslada a París. Comienza a asistir a las Academias Libres de la Grande Chaumière y Colarossi y a la Escuela de Bellas Artes. Se interesa en el escultor eslavo Ivan Mestrovic e inicia su búsqueda estética que lo aproxima a un decorativismo depurado, lejos ya de todo naturalismo academicista. Por esta época conoce a Alcides Arguedas.
En 1912, viaja a Italia, donde permanece para realizar viajes a distintas ciudades de la peninsula.
En 1917, el cónsul argentino en Milán, le ofrece la Secretaría del consulado. Decide renunciar al cargo debido al avance de Benito Mussolini y se traslada a París, donde se reencuentra con su amigo Domingo Viau y comienza cursos de grabado al aguafuerte y punta seca.